# 趙昌祚
趙昌祚。江南句容縣（今江蘇句容市）人，清朝政治人物。

## 生平
康熙三十六年（1697年）進士。康熙四十三年（1704年）任湖北蒲圻縣（今屬湖北省赤壁市）知縣。